# Arnett
Pour les articles homonymes, voir Arnett (homonymie).
La ville américaine d’Arnett est le siège du comté d’Ellis, dans l’État d’Oklahoma. Lors du recensement de 2000, elle comptait 520 habitants.

## Source
- (en) Cet article est partiellement ou en totalité issu de l’article de Wikipédia en anglais intitulé « Arnett, Oklahoma » (voir la liste des auteurs).